# Jan Zwartkruis
Johannes Hermanus Hendrikus Zwartkruis est un entraîneur néerlandais de football, né le 18 février 1926 à Elst, Overbetuwe et mort le 7 mars 2013 à Soesterberg.

## Biographie

### Carrière en tant qu'entraîneur
Il a dirigé la sélection nationale des Pays-Bas entre 1976 et 1981 mais durant la Coupe du monde 1978 en Argentine il était l'adjoint d'Ernst Happel. Les Oranje avaient atteint la finale, perdant face à l'Argentine (1-3 a.p.). Après le Mondial, il est redevenu l'entraîneur en chef de la sélection, qualifiant les Pays-Bas pour l'Euro 80 (élimination lors du premier tour). En 1981, Zwartkruis est limogé et remplacé par Kees Rijvers.
Jan Zwartkruis a également entraîné l'équipe de Trinité-et-Tobago.